# 越南天主教

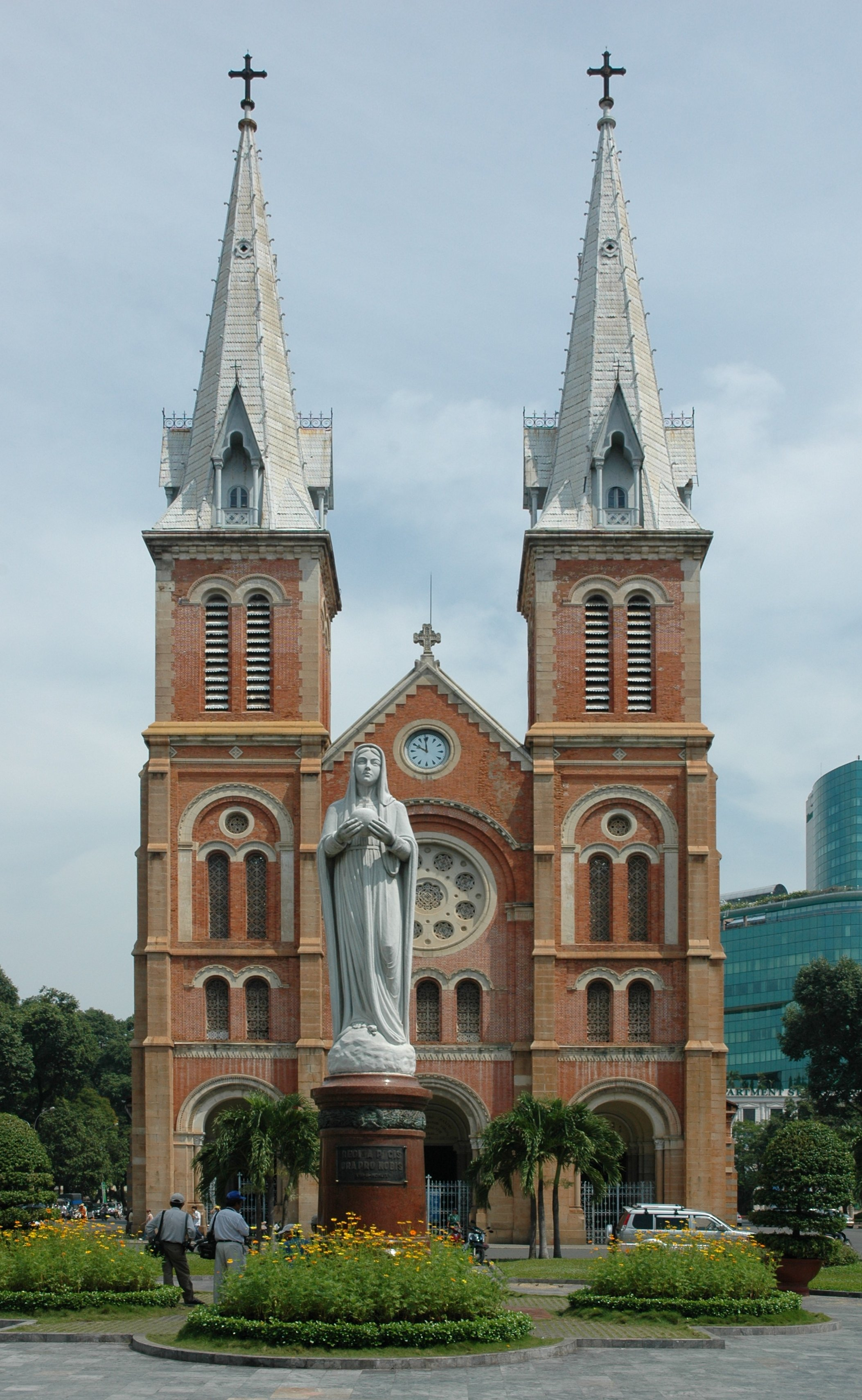
西貢聖母聖殿主教座堂

越南是亚洲国家中天主教徒人数最多的国家之一，目前越南有天主教徒约600万，人数在亚洲仅次于菲律宾和中国大陆（包括地下教会），但其占人口的比重和社会影响力则远高于中国。同时天主教也是越南最重要的二大宗教（天主教和佛教）之一。

## 歷史
天主教于1533年传入越南，略早于进入明朝的中国，并且发展相当迅速。不久归属于澳门教区管辖。法国统治时期天主教取得合法地位。当时越南天主教徒的总数大约与整个中国相当。
1954年7月20日，日内瓦协定签订，结束了法国在越南的统治，并将越南一分为二。当时逃离越南北部的86万多难民中，估计有75%为天主教友。1954年，北方政府将许多教会产业充公，将外国修会从越南北方驱逐出去。但天主教在越南南部仍有较大的影响力，前南越总统吴廷琰就是一名虔诚的天主教徒。1975年越战结束后越南共产党佔領南方，所有的宗教都受到严密限制，直到1990年代初才开始逐步放宽。
越南南方的同奈省是越南天主教友最多的地区，教堂林立。位于胡志明市中心的哥特式西貢聖母聖殿主教座堂是该市的重要旅游景点，教堂前的“巴黎公社广场”上竖立手捧地球的巨大圣母像。海滨度假城市头顿的耶稣山上，矗立着32米高的巨型耶稣像。（建于1974年）。
越南的天主教徒不仅人数较多，而且非常有活力。修道院人满为患，不断需要扩建新的地方来容纳越来越多报名进入修院的修生。越南天主教徒参与教会生活、领圣事的比例远高于欧洲国家。许多新修会不断地诞生。越南还向临近的柬埔寨、老挝、缅甸等国派遣神父和教友进行传教。
2005年，政府放松了对天主教招收修生的限制。过去，修院每次招生人数不得超过十至十五人。
2005年11月29日，梵蒂冈枢机塞佩首次在河内圣若瑟主教座堂为8个北方教区的57名神父祝圣仪式。这显示越南北方信奉天主教的人越来越多。
2005年，教廷在越南南方设立巴地教区。这是30年来越南首次设立新教区。新成立的巴地教区是从教友众多的春禄教区划分出来，隶属於胡志明教省。教区的面积1975平方公里，总人口90万中，天主教徒有22万多，包括78个本堂区，有教区司铎56位，会士司铎35位。主教座堂为圣雅各伯圣斐理伯圣堂。
2003年，越南教会拥有一名枢机——胡志明市總教區总主教范明敏。2005年，他前往梵蒂冈参与选举新教宗。
聖座同越南仍未建交。1990年代，越南政府和聖座就主教任命权取得共识，任命权在教宗，但聖座的任命名单需由越南政府认可并提供。2005年11月聖座以此形式册封了57名主教。
此外，越南现在使用的文字，也是一位法国耶稣会传教士亞歷山大·德羅茲（Alexandre de Rhodes）所发明。

## 現況
2004年6月，越南出版了首本《天主教手册》，记载了1533年至今的越南天主教组织及活动，详细介绍了越南当时的25个教区的近况，并详列了所有主教、堂区及神父的地址、电话、传真、电邮。根据《天主教手册》的数据显示，在越南总人口8010万中，天主教徒有557万，拥有2810位神父、近13000名修会会士、1326名大修生、1712名备修生及51156名传道员。但在2730个堂区中，仍有近1200所没有本堂神父。

## 教区

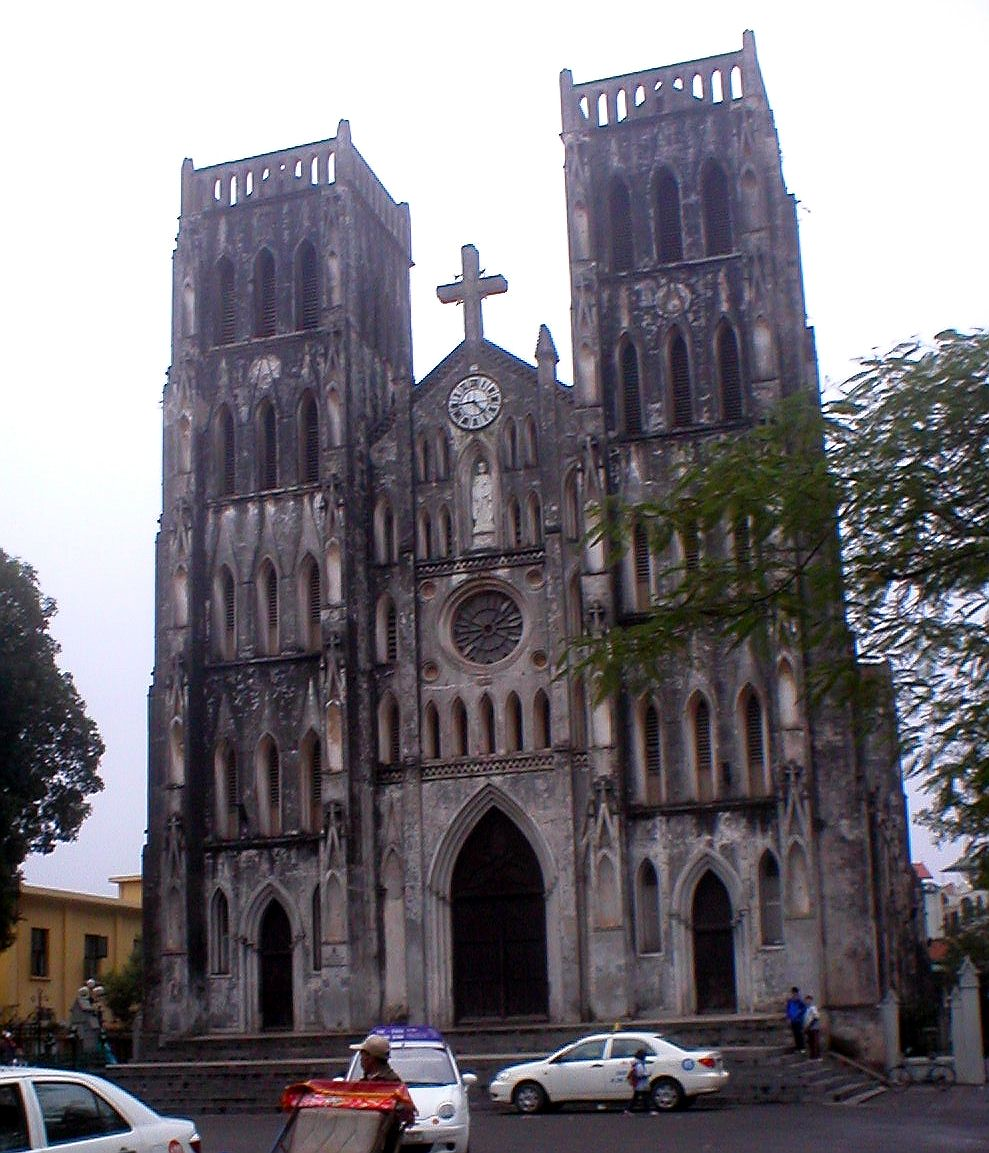
河内圣若瑟主教座堂

- 天主教河内总教区（1659年）
  - 天主教北宁教区（1883年）
  - 天主教裴洲教区（1848年）
  - 天主教海防教区（1678年）
  - 天主教兴化教区（1895年）
  - 天主教谅山暨高平教区（1913年）
  - 天主教發艷教區（1901年）
  - 天主教太平教区（1936年）
  - 天主教清化教区（1932年）
  - 天主教榮教區（1846年）
- 天主教胡志明市总教区（1844年）
  - 天主教永隆教区（1938年）
  - 天主教芹苴教区（1955年）
  - 天主教大叻教区（1960年）
  - 天主教龙川教区（1960年）
  - 天主教美湫教区（1960年）
  - 天主教富强教区（1965年）
  - 天主教春禄教区（1965年）
  - 天主教潘切教区（1975年）
  - 天主教巴地教区（2005年）
- 天主教顺化总教区（1850年）
  - 天主教邦美蜀教区（1967年）
  - 天主教岘港教区（1963年）
  - 天主教崑嵩教区（1932年）
  - 天主教芽庄教区（1957年）
  - 天主教归仁教区（1844年）

## 著名人物
- 阮文顺枢机
- 范明敏枢机
- 吴廷俶总主教
- 前南越总统吴廷琰
- 人權活動家阮文理
- 人權活動家阮文雄